# Bottegia
Bottegia is een kevergeslacht uit de familie van de boktorren (Cerambycidae). De wetenschappelijke naam van het geslacht werd voor het eerst geldig gepubliceerd in 1895 door Gestro.

## Soorten
Bottegia omvat de volgende soorten:
- Bottegia flavipennis Quentin & Villiers, 1979
- Bottegia rubra Aurivillius, 1922
- Bottegia russellae Quentin & Villiers, 1971
- Bottegia spectabilis Gestro, 1895
- Bottegia spinipennis Fuchs, 1961